# Мейн-кун
Мейн-кун (англ. Maine Coon) — порода кошек, которая произошла от кошек штата Мэн на северо-востоке США. Аборигенная порода кошек Северной Америки.
Название «мейн-кун» является производным от двух слов. Первое — это название штата Мэн, а второе — производное от англ. raccoon, которое переводится как «енот». Старейшая американская порода кошек. Является официальным символом штата Мэн.

## Описание
Крупнейшая порода кошек, самцы весят от 5,9 до 8,2 кг (кастрированные — до 15 кг), а самки от 3,6 до 5,4 кг (стерилизованные — до 7,5—8,5 кг). Высота в холке у взрослых кошек достигает от 25 до 41 см, а общая длина с хвостом до 120 см (длина хвоста до 36 см). Полный потенциальный размер кошки достигается в возрасте от 3 до 5 лет, в то время как у большинства других кошек — в возрасте 1 года. Однако есть и другие медленно взрослеющие породы, тоже крупного размера (например, норвежская лесная). Все особи породы мейн-кун имеют небольшие кисточки на кончиках ушей. Длина тела мейн-кунов составляет метр и более, самый длинный официально зарегистрированный мейн-кун имел тело длиной 1 метр 23 сантиметра.
При рождении котята мейн-кунов несколько крупнее котят обычных кошек. Минимальный вес жизнеспособного новорождённого котёнка мейн-куна — 80 граммов, нормальный вес котят мейн-кун составляет 100—180 граммов. Половой диморфизм у мейн-кунов заметно выражен. Кошки при рождении значительно меньше, чем коты, так же как и во взрослом возрасте. Разница в весе может достигать одной трети, в среднем разница в весе между котами и кошками составляет одну четвёртую.
Мейн-кун — длинношёрстная кошка. Шерсть мягкая и шелковистая, текстура может варьироваться в зависимости от цвета шерсти и породного типа. Длина волоса на голове и плечах короче, на животе и по бокам длиннее, у некоторых котов развита украшающая грива на шее. Как и у многих аборигенных пород, шерсть мейн-кунов подвержена сезонным изменениям, летом она легче и короче, зимой чуть длиннее и с более развитым и плотным подшёрстком.
Мейн-куны могут быть любого окраса, типичного для обычных домашних кошек, а вот искусственные окрасы, говорящие о возможной примеси других пород, такие как шоколад, лаванда, колор-поинт или типпинг, принимаются не во всех федерациях. Например, колор-поинт в окрасах мейн-кунов принят только в TICA. Самым распространённым рисунком в породе является коричневый и дымчатый табби, в России известный как «дикий» окрас.
Как правило, глаза яркие, расцветка варьируется от голубых и зелёных до золотых. Все цвета глаз принимаются в соответствии со стандартами окраса, за исключением случаев появления голубых или гетерохромных (то есть двух глаз разных цветов) у кошек, имеющих окрас шерсти, отличный от белого.
Шерсть мейн-куна отлично приспособлена к суровому и холодному климату. Плотный подшёрсток на животе и удлинённый волос на задних лапах позволяют сидеть на снегу и льду, длинные пучки волос между подушечками лап, являющиеся обязательным признаком породы, облегчают ходьбу по снегу и их часто сравнивают со снегоступами, так как они увеличивают площадь, придавая лапам дополнительную устойчивость без значительного дополнительного веса. Уши с кисточками и удлинёнными пучками шерсти, растущими изнутри, помогают сохранить тепло в ушах. 
Полидактилия не является обязательным признаком породы.
Многие из первоначальных кошек породы мейн-кун, обитавшие в районе Новой Англии, обладали чертой, известной как полидактилизм (наличие одного или нескольких дополнительных пальцев на лапе). Хотя некоторые источники утверждают, что признак, как полагают, имел место примерно у 40 % популяции мейн-кунов в штате Мэн, сейчас полидактилизм встречается редко, если вообще когда-либо наблюдается у мейн-кунов на выставочном ринге, поскольку он неприемлем по общим стандартам для полудлинношёрстных пород в основных федерациях. Этот типичный для старой, аборигенной породы признак был почти искоренён из породы из-за того, что был автоматической дисквалификацией в выставочных рингах. Сейчас доказано, что ген полидактилизма является базовым аутосомно-доминантным геном, который не представляет угрозы для здоровья кошки. В наше время частные организации и заводчики поставили цель предотвращения исчезновения полидактилизма у мейн-кунов, и разводят таких животных отдельно от основных породных линий, принятых WCF и AFC.
Федерации, принимающие полидактилизм у мейн-кунов: CFA, TICA, CFF, ACFA, NZCF.

## История породы
Порода сформировалась естественным образом под воздействием суровых климатических условий штата Мэн, хотя существуют и «альтернативные» версии (разного рода легенды) о происхождении мейн-кунов. В литературе мейн-куны впервые упоминаются в 1861 году. К этому времени относится статья о коте по кличке Капитан Дженкс с корабля «Морская лошадь».
Он был показан на выставках в Бостоне и Нью-Йорке в 1861 году и положил начало ранней популярности породы, но на рубеже XIX—XX веков мейн-кунов опередили более пушистые персы. Мейн-куну как породе удалось выжить только благодаря тому, что фермеры отдавали должное его размерам и охотничьим качествам.
Современный стандарт породы был принят в 1967 году, а в 1990-х годах мейн-кунов настигла настоящая популярность. Но впервые зарегистрированы в качестве породы мейн-куны были в 1908 году в фелинологической федерации CFA, где кот породы мейн-кун по кличке Molly Bond стал пятым зарегистрированным в этой федерации животным.
С 2002 года Генеральной Ассамблеей WCF на встрече в Милане принято решение о том, что на основании данных о генотипе этой породы допустимы межпородные вязки мейн-кунов с кошками следующих пород: норвежская лесная, турецкая ангора, сибирская. Решение о необходимости и уместности таких вязок принимается руководителем клуба.

## Здоровье и болезни
Мейн-куны, в основном — здоровая и выносливая порода, приспособленная к климату со снежными зимами. Анализ данных по страхованию жизни домашних кошек в Швеции (2003—2006) позволяет сделать вывод о средней продолжительности жизни мейн-кунов: 10 лет и больше (74 % учтённых животных этой породы; свыше половины — 54 % — прожили 12,5 лет и больше).
Наиболее серьёзные болезни мейн-кунов являются общими для домашней кошки и человека. Гипертрофическая кардиомиопатия (ГКМП) — самое распространённое сердечное заболевание у кошек, не важно, чистопородных или нет. Считается, что для мейн-кунов это результат аутосомно-доминантного наследования, проявляющийся у животных среднего и пожилого возраста. ГКМП — заболевание прогрессирующее, приводящее к отёку лёгких, внезапному параличу задних конечностей и смерти. Поэтому крайне необходима своевременная диагностика. В США существует практика тестирования ДНК на ген, ответственный за ГКМП.
Ещё одна потенциальная проблема со здоровьем — спинальная мышечная атрофия (СМА), также генетически обусловленное (аутосомно-рецессивного наследования) заболевание, при котором поражаются нейроны спинного мозга, проводящие импульсы к скелетным мышцам туловища и конечностей. Первые симптомы появляются в возрасте 3—4 месяца. У котёнка при ходьбе покачивается задняя часть тела; когда он стои́т, его коленные чашки почти соприкасаются. В 5-6 месяцев животное не может свободно запрыгивать на мебель, а при прыжке вниз часто неуклюже приземляется. Тем не менее, больные котята хорошо едят и играют; многие живут долгие годы как чисто домашние, то есть не выходящие на улицу, кошки. Тестирование на СМА также проводится.
Дисплазия тазобедренного сустава — его неполноценность, затрагивающая один или оба сустава; чаще всего поражаются мейн-куны и персы, как крупные породы. Заболевание также генетически обусловлено, но проявляется с возрастом, чаще у котов, в виде остеоартрита — животное начинает хромать.
Поликистоз почек (ПКП) — наследственное заболевание, медленно прогрессирующее, необратимое, поражающее, как считалось, персидскую кошку и родственные породы. В результате недавних исследований выяснилось, что кисты почек реже встречаются у мейн-кунов и не имеют отношения к ПКП персов; генетическое тестирование на ПКП мейн-кунов, у которых были обнаружены кисты, дало отрицательный результат.

## Фотографии
- Котёнок породы мейн-кун возрастом 3 дня
- Котёнок возрастом 2,5 месяца
- Мейн-кун (самка)
- Чёрный мраморный кот мейн-кун в полтора года